# 赫里特·里特费尔德
赫里特·托马斯·里特费尔德（荷蘭語：Gerrit Thomas Rietveld，荷蘭語發音：[ˈɣɛrɪt ˈtoːmɑs ˈritfɛlt]，1888年6月24日—1964年6月25日）是一名荷蘭家具設計師及建築師。為荷蘭風格派運動中最有名的設計師之一。他最有名的家具設計作品是红蓝椅；他所設計的個人住宅里特费尔德的施罗德住宅也被联合国教育、科学及文化组织會列入世界文化遺產。
他的父親是個木匠，起初他進入父親門下當學徒，學習製作傢俱，學成後進入公司擔任木工。

## 設計作品

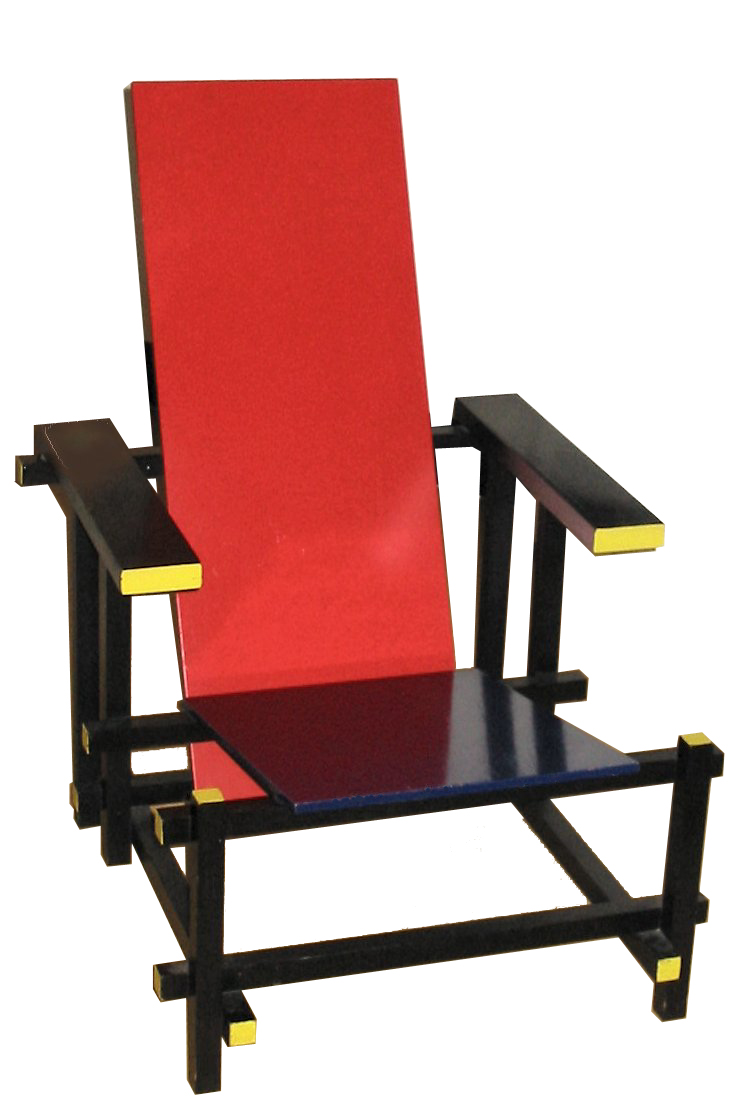
著名作品「紅藍椅」 (1917)
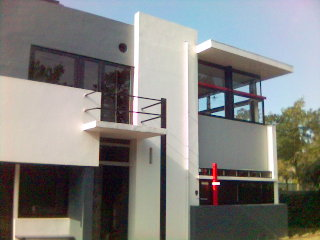
位於荷蘭乌得勒支的施罗德住宅 (1924)
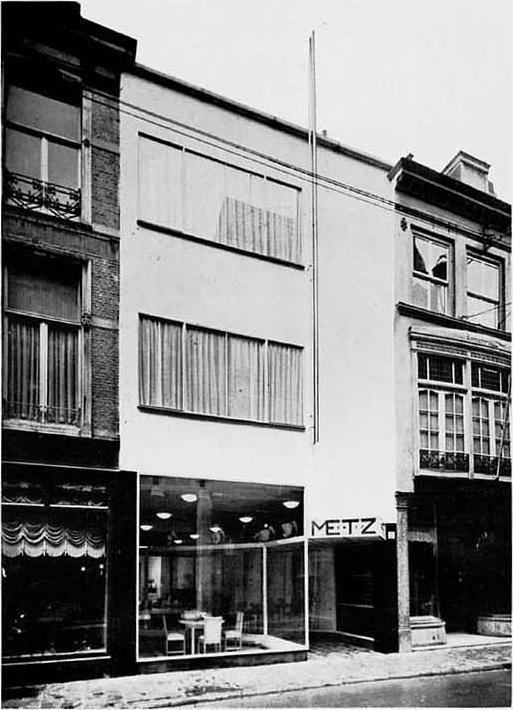
Metz & Co.
- 里特费尔德獲頒榮譽學位的場所

## 其他相關
- Rietveld
- Gerrit

## 外部連結
- 荷蘭烏得勒支中央美術館
- 一個現代家具設計的網站
- Great Buildings網站